# Waverly (Minnesota)
Pour les articles homonymes, voir Waverly.
Waverly est une municipalité américaine située dans le comté de Wright au Minnesota. 
Située à environ 60 km à l'ouest de Minneapolis, la ville s'est développée grâce au Great Northern Railway et au commerce agricole.
Selon le recensement de 2010, Waverly compte 1 357 habitants. La municipalité s'étend sur 2,55 milles carrés (6,6 km2), dont 0,86 milles carrés (2,23 km2) d'étendues d'eau et 1,69 milles carrés (4,38 km2) de terres.
Hubert Humphrey, sénateur et vice-président des États-Unis, y possédait une propriété et y est décédé en 1978.